# Steinpicker
Der Steinpicker (Agonus cataphractus) ist ein bodenlebender Knochenfisch im nordöstlichen Atlantik, in der Nordsee und der südlichen Ostsee. Die Art ist der einzige Vertreter der Gattung Agonus (gr. agonos –  „unfruchtbar“, „nicht gebärend“) in der Familie der Panzergroppen (Agonidae). 

## Merkmale
Die maximal 21 cm lang werdenden Tiere haben einen breiten, gepanzerten Kopf und Rumpf und einen schlanken Schwanzstiel und ähneln dem wesentlich größeren Seeskorpion. Der Rücken wird von 31 bis 34 Knochenplatten geschützt. Die Brustplatten sind paarig, unpaare Brustplatten sind nicht vorhanden. Auf der Schnauze befindet sich ein Paar stachliger Höcker. Die erste (hartstrahlige) und die zweite (weichstrahlige) Rückenflosse stehen dicht zusammen. Knochenstacheln am Hinterkopf fehlen. Im Bereich des Branchiostegalapparats sind zahlreiche Barteln vorhanden.
- Flossenformel: Dorsale V–VI/6–8, Anale 5–7.[3]

## Lebensweise
Steinpicker leben küstennah auf Weich- und Sandböden. Selbst im Spülsaum der Strände sind die Tiere zu beobachten. Im Skagerrak suchen sie im Winter tieferes Wasser auf. Sie ernähren sich von Kleinkrebsen und Borstenwürmern. Mit einem Alter von einem Jahr werden die maximal drei Jahre alt werdenden Fische geschlechtsreif. Gelaicht wird von Februar bis April. Die 2500 bis 3000 Eier haben einen Durchmesser von 2 mm  und werden zwischen den wurzelartigen Haftorganen von Braunalgen und anderen Tangen abgelegt. Nach einer sehr langen Entwicklungszeit von 10 bis 11 Monaten schlüpfen die zunächst pelagisch lebenden Larven, die dann 6 bis 8 mm lang sind. Mit einer Größe von 20 mm gehen die Fische zum Bodenleben über.

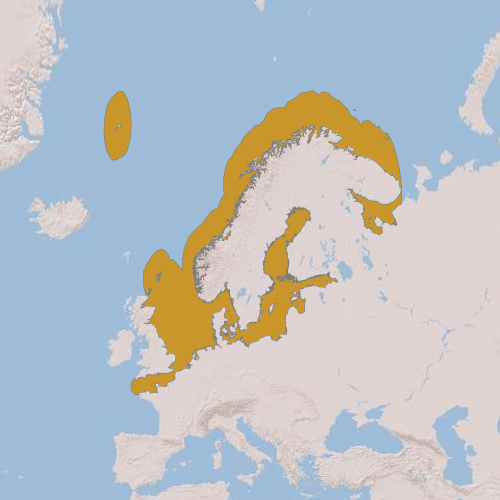
Das Verbreitungsgebiet des Steinpickers